# Tibellus poonaensis
Tibellus poonaensis là một loài nhện trong họ Philodromidae.
Loài này thuộc chi Tibellus. Tibellus poonaensis được Benoy Krishna Tikader miêu tả năm 1962.